# هلکوت
هلکوت (به انگلیسی: Hilkot) یک روستا در پاکستان است که در ناحیه مانسهره واقع شده‌است.